# Michel Huin
Pour les articles homonymes, voir Huin.
Michel Huin, né à Haine-Saint-Paul, le 22 décembre 1945) est un homme politique belge, membre du PLP, puis PRL. 
Il est diplômé A1 (technique supérieur) en moteurs thermiques; expert automobile (-1998); président des Jeunes PLP à Morlanwelz, puis secrétaire de la Fédération PLP de l'arrondissement de Thuin (1973) et président de la Fédération PRL (ensuite MR) de Thuin (1979-2004); président de la Fédération d'arrondissement (1992-2007). 

## Carrière politique
- conseiller communal de Morlanwelz (1977-)
  - échevin des Travaux publics(1995-2000), s'y ajoute l'Urbanisme et le Patrimoine (2000-2006)
- député wallon (1999-2004)